# La vengeance du forgeron
La vengeance du forgeron è un cortometraggio del 1907

## Trama
Un giovane fabbro sta lavorando nel suo laboratorio, nel frattempo sua moglie segretamente incontra il castellano del paese. Un giorno il fabbro segue la moglie e scopre l'incontro di lei con il castellano che entrano in una casa. Il fabbro entra in casa ed ordina alla moglie di tornare a casa, ma subito dopo due uomini entrano nella stanza e lo buttano fuori. Più tardi il fabbro può finalmente prendere la sua vendetta forzando il castellano ad entrare nel suo laboratorio. Lo costringe ad un duello insolito con martelli pesanti uccidendolo.